# Simon Wuhl
Pour les articles homonymes, voir Wuhl.
Simon Wuhl, né le 24 août 1940 à Paris et mort le 3 novembre 2024 dans la même ville,, est un sociologue français.
Après des études approfondies en sciences physiques (doctorat de 3e cycle en 1966), il s’est orienté vers les sciences sociales, en obtenant une habilitation à diriger des recherches universitaires en 1994.
Sur le plan professionnel, Simon Wuhl a d’abord exercé un certain nombre de missions au sein de la fonction publique, notamment, comme chargé de mission interministériel pour la mise en œuvre de différentes politiques sociales (politique de la ville, politique de l’emploi, politique d’insertion). Il a été rapporteur à la Commission nationale d’évaluation du RMI (1989-1992).
Sur le plan syndical, Simon Wuhl a eu des responsabilités au sein du syndicat de Paris CFDT-équipement (fin des années 1970 et début des années 1980).
Simon Wuhl exerce depuis 1990 une activité d’universitaire et de chercheur, comme professeur associé à l’université de Marne-la-Vallée et au Conservatoire national des arts et métiers (Mastère « Travail social »).
Dans le cadre de son activité de recherche, Simon Wuhl a travaillé sur les thèmes du « chômage, de l’exclusion, de l’analyse des politiques de l’emploi et de l’insertion », d’une part, et « de la justice sociale », d’autre part. Il a publié de nombreux articles sur ces thèmes. Il a écrit cinq livres, édités principalement par les Presses universitaires de France (PUF) (voir les titres ci-dessous).
Par ailleurs, Simon Wuhl s’est engagé dans une réflexion sur son rapport à l’identité juive, à partir d’une histoire familiale très marquée par la tragédie de la Shoah, la mort de son père à Auschwitz et l’extermination de la quasi-totalité de sa famille. Il développe ainsi sa conception du judaïsme à partir de son histoire familiale et personnelle  dans son livre Pour un judaïsme culturel – Une mémoire personnelle enracinée dans l’histoire collective des Juifs d’Europe (Editions du Bord de l’Eau, 2013). Puis, dans un second livre consacré au judaïsme, Modernités juives et laïcités (Editions du Bord de l’Eau, 2015), Simon Wuhl centre ses réflexions sur les grands penseurs de la modernité juive, en analysant leur influence sur l’intégration des Diasporas en France et aux États-Unis.

## Parcours universitaire
Ce parcours comprend trois orientations très différentes :
- 1966 : doctorat de 3e cycle en sciences physiques, Faculté des sciences d'Orsay
- 1969 : licence de sciences économiques, université de Paris-Assas
- 1973 : diplôme du Centre d’étude des programmes économiques (CEPE-INSEE)
- 1994 : habilitation à diriger des recherches en sociologie et aménagement, université de Paris X-Nanterre

## Parcours professionnel
- Assistant titulaire en Sciences physiques à la Faculté des sciences d'Orsay (1964-66)
- Chargé d’étude économique et sociologique au ministère de l'Équipement (1968-1981)
- Chargé de mission interministériel sur les politiques sociales : emploi, insertion, quartiers sensibles (1982-1989)
- Rapporteur adjoint à la Commission nationale d’évaluation du revenu minimum d’insertion (RMI) (1989-1993)
- Professeur associé de sociologie à l’université de Marne-la-Vallée (1995-2004)
- Enseignant de sociologie à l’université de Marne-la-Vallée et au Conservatoire national des arts et métiers (CNAM), depuis 2004

## Parcours de recherche
Partant de son expérience pratique de l’animation des politiques sociales, Simon Wuhl a d’abord centré ses recherches sur les phénomènes d’exclusion économique, d’une part, et, d’autre part, sur l’analyse critique de la conception des politiques de solidarité active (politiques de l’emploi, de l’insertion/intégration, des quartiers sensibles) mises en place pour atténuer l’impact des processus de rupture économique et sociale chez une partie des chômeurs. Il a montré notamment que, faute de s’articuler sur les organisations et les pratiques d’entreprise, en demeurant cantonnées dans une sphère du social à la marge des enjeux socio-économiques structurels, ces politiques peuvent difficilement inverser le cours du processus d’exclusion économique des chômeurs les moins qualifiés.
Ensuite, les recherches de Simon Wuhl se sont orientées vers les potentialités de certaines théories - attachées à l’émancipation sociale des plus défavorisés dans des sociétés de plus en plus divisées et incertaines - à produire des références plus fécondes, mobilisables dans le domaine des politiques de justice sociale en France :  les théories de la justice de John Rawls, Michael Walzer et Amartya Sen, par exemple ; les théories de la reconnaissance de Charles Taylor et Axel Honneth, notamment ; ou, sur le plan de l’approfondissement de la démocratie et de la citoyenneté active, les problématiques de Hannah Arendt et de Jürgen Habermas. Après un examen critique de ces théories, les analyses de Simon Wuhl sont étayées par des exemples d’application de ces ressources intellectuelles à la définition et à l’évaluation des politiques sociales en France.

## Livres

### Livres personnels
Par ordre chronologique de publication
- Du chômage à l'exclusion ?, Syros, 1991
- Les Exclus face à l'emploi, Syros, 1992.
- Insertion : Les politiques en crise, PUF, 1996 et 1998.
- L'Égalité. Nouveaux débats, Presses universitaires de France, 2002.
- Discrimination positive et justice sociale, PUF, novembre 2007

### Livres collectifs
- « Insertion, développement local et justice sociale », Les territoires de l’emploi et de l’insertion (Cécile Baron, Brigitte Bouquet et Patrick Nivolle, dir.), L’Harmattan, 2008.
- « Travail, insertion, et politique de la ville », Demain la ville, Rapport au Ministre de l’Emploi (Jean-Pierre Sueur, prés.), La documentation française, 1998.
- Le pari de l’insertion, Rapport de la Commission Nationale d’Evaluation du RMI (Pierre Vanlerenberghe, dir.), La Documentation française, 1992.
- L’expérience « Nouvelles qualifications » : Les entreprises innovent avec les jeunes, (Michèle Rouget, Bernard Lévy, Daniel Bernard) Centre info, 1990.

### Livres sur le judaïsme
- Pour un judaïsme culturel, Editions Le Bord de l'Eau, 2013
- Modernités juives et laïcités, Editions Le Bord de l'Eau, 2015
- Michael Walzer et l'empreinte du judaïsme, Editions Le Bord de l'Eau, 2017

## Articles (sélection)
- « La discrimination positive à la française », dans politique de lutte contre les discriminations, Informations sociales, no 148, juillet-août 2008.
- « Discrimination positive et principes de justice », dans Économie et humanisme, juin-juillet 2004.
- « L’application des principes de justice », colloque sur l’analyse des politiques sociales européennes, Université de Dauphine, UFR de sciences politiques, septembre 2004.
- « Principes de justice et évaluation des politiques d’insertion », colloque sur l’évaluation des politiques éducatives, Cahiers du service de Pédagogie expérimentale, Université de Liège (Belgique), septembre 2003.
- « Critique de la discrimination positive française » : application aux politiques d’emploi et d’insertion », dans Les inemployables, Éducation permanente, 2003.
- « Systèmes productifs et modèles d’insertion », dans Villes et emploi (Évelyne Perrin et Nicole Rousier, dir.), Ed. de l’Aube, 2000.
- « Politiques d’emploi et d’insertion, quelques perspectives », dans l’Exclusion, l’état des savoirs (Serge Paugam, dir.), La découverte, 1996.
- « Quelle politique d’insertion pour quel chômage ? », dans revue Esprit, 1994.
- « Chômage d’exclusion et politiques d’insertion » dans Intégration, exclusion dans la société française contemporaine, Presses universitaires de Lille, 1992.
- « Insertion : Conceptions et pratiques », dans Le chômage de longue durée, Syros-La découverte, 1992.
- « De la longue durée à l’exclusion », dans revue Esprit, 1992.